# Esprit de corps
El esprit de corps, conciencia de grupo o moral es un galicismo de origen militar. Significa el sentimiento de honor y orgullo compartido por los ideales y logros de un grupo de personas (un regimiento o destacamento militar, los miembros de una universidad o colegio, los compañeros de una profesión, un estamento o clase social, el clero y orden religiosa, etcétera).

## La moral militar
Refleja la capacidad compartida entre los miembros de un grupo para mantener la creencia en una institución u objetivo ante la oposición de las dificultades y las circunstancias manteniendo el entusiasmo y la motivación. La moral hace referencia a menudo a figuras de autoridad y se asienta en la lealtad, la fuerza de voluntad, la obediencia y la autodisciplina en la realización de las tareas asignadas por los superiores. Gracias a ella y a su resiliencia es posible la virtud de la abnegación y pueden hacerse y soportarse los más duros sacrificios. De acuerdo con Alexander H. Leighton, "la moral es la capacidad de un grupo de personas para unirse de manera persistente y consistente en la búsqueda de un objetivo común". La moral es importante en el ejército, ya que mejora la cohesión y eficiencia de la unidad. Sin una buena moral, será más probable que una fuerza renuncie o se rinda. La moral se evalúa por lo general a nivel colectivo, no a nivel individual. Y en tiempos de guerra, la moral civil también es importante. El espíritu de cuerpo es una parte importante de una unidad de combate.

### Factores de influencia en una buena moral
Para la ciencia militar, los componentes o factores que influyen positivamente en la moral se pueden condensar en los siguientes puntos:
- Buen liderazgo. Por ejemplo, que los superiores compartan riesgos con la tropa o demuestren competencia.
- Confianza en sí mismos y en los demás. Que los soldados crean en sus capacidades y habilidades.
- Cohesión. Compartir experiencias o tener confianza en las decisiones de los superiores.
- Esprit de corps: lealtad y orgullo hacia la unidad.
- Provisiones y necesidades básicas cubiertas. Para asegurar una buena moral, se han de asegurar a los soldados agua potable, suficientes horas de sueño, material higiénico, comida, asistencia médica, futuro...
- Buen equipamiento. La tropa debe disponer de buen armamento, vehículos y soporte logístico.
- Propósito significativo. Los soldados deben creer en la tarea que están llevando a cabo y esta debe tener sentido.

Además de la ausencia de los factores anteriores, algunas condiciones que pueden influir negativamente en la moral son: una pobre comunicación, una indumentaria deficiente, problemas disciplinarios, derrotismo o pesimismo, una mala reacción a la crítica por parte de los superiores, un relativamente elevado número de enfermos... Todos estos factores conducen al amotinamiento o la deserción y deben usarse en el contexto de la guerra psicológica contra el enemigo por medio de la propaganda y la desinformación a fin de conseguir la adecuada desmoralización que debilite al bando opuesto.

## El espíritu de cuerpo desde la sociología, la historia y la ética
El espíritu de cuerpo es también una forma de venganza y de abnegación; exige resolver los problemas internos dentro del mismo grupo y una cierta igualdad entre sus miembros que obliga a la correspondencia en el caso de que uno de ellos sea afectado por algún mal o peligro, incluso a costa de un sacrificio mayor que el que suponga la pérdida del solo miembro afectado: dos o más soldados sacrificarán su vida para que uno solo en peligro se salve. Así, en los desastres de Chernóbil, Fukushima y las Torres gemelas los bomberos obreros realizaron trabajos de los que sabían que no saldrían vivos porque su sacrificio tenía sentido y redundaba en el bien general: el esprit de corps hizo posible ese heroísmo sereno de los humildes del que habla el poema If de Rudyard Kipling. 
Por desgracia, la historia de la humanidad demuestra que muchas veces el esprit de corps ha sido usado por el poder con más obcecación que altruismo (véase fascismo y nacionalismo)